# Косарка (приток Тясмина)
Косарка (укр. Косарка) — правый приток реки Тясмин, протекающий по Черкасскому району (Черкасская область, Украина).

## География
Длина — 13 км. Площадь водосборного бассейна — 80,5 км².
Берёт начало в селе Грушковка. Река течёт на юг. Впадает в реку Тясмин (на 131-км от её устья, в 1957 году — на 164-км) в селе Косари.
Русло средне-извилистое. На реке созданы пруды. Пойма частично заболоченная, занята огородами. Питание смешанное с преобладающим снеговым. Ледостав длится с начала декабря по середину марта. Пойма с очагами лесных насаждений.
Притоки (от истока до устья): безымянные ручьи.
Населённые пункты на реке (от истока до устья):
1. Грушковка
2. Косари